# Рогозинская (Карелия)
Рогозинская — деревня в составе Шальского сельского поселения Пудожского района Республики Карелия.

## Общие сведения
Расположена на берегу реки Шалица.

## Население
| 2002 | 2010 | 2013 |
| ---- | ---- | ---- |
| 4    | ↘2   | →2   |